# رجینالد وان فینلی
رجینالد وان فینلی (زاده ۱۹۷۴) یک خواننده سابق آراندبی، فعال آموزش و پرورش و میزبان رادیو اینترنتی و پادکست در آتلانتا است. وی همچنین با نام Infidel Guy (مرد کافر) شناخته می‌شود. از اکتبر ۱۹۹۹ تا مارچ ۲۰۱۰ او برنامه‌ای به نام شو مرد کافر تهیه می‌کرد، که تمرکز آن روی آموزش علمی، اندیشه انتقادی و دست‌روکردن ایده‌های بد بود. به گفته او، نام "کافر" را از این جهت برگزیده که در چشم میلیون‌ها نفر کافر است.
شو مرد کافر شخصیت‌های مختلفی از انواع طیف‌های فلسفی را پوشش داده‌است، از جمله دانشمندان میچیو کاکو و ریچارد داوکینز، حقوق‌دان مایکل نیوداو، خلقت‌گرا کنت هاویند، علی سینا از آزادی ایمان جهانی، و فیلسوفان ماسیمو پیلیوچی و مایکل شرمر بنیان‌گذار جامعه شک‌گرایان.